# 永兴镇 (绵阳市)
永兴镇，是中华人民共和国四川省绵阳市涪城区下辖的一个乡镇级行政单位。2019年12月，撤销磨家镇和河边镇，将其所属行政区域划归永兴镇管辖，永兴镇人民政府驻兴业南路2号。

## 行政区划
永兴镇下辖以下地区：
金祥路社区、华裕路社区、龙家碾社区、兴业路社区、金祥寺社区、张家营村、狮子山村、玉龙院村、黎家院村、方登寺村、三官庙村、飞牛坝村、双土地村和松山寺村。